# Дванадцять диких качок
«Дванадцять диких качок» (норв. De tolv villender) — норвезька казка, записана Петером Крістеном Асб'єрнсеном та Єрґеном Му в «Норвезьких народних казках».
За класифікацією Аарне — Томпсона казка належить до типу 451, «Брати, яких перетворили на птахів».

## Короткий зміст сюжету
Жила-була королева, яка мала дванадцять здорових синів, але не мала жодної доньки. Вона сказала, що їй байдуже, що буде з її синами, аби тільки мати доньку, білу, як сніг, і червону, як кров. Королева тролів сказала їй, що вона матиме доньку, але синів вона втратить, як тільки дитину охрестять.
Незабаром у королеви народилася донька, яку вона охрестила «Білосніжкою та Ружечкою». Але, як і обіцяла відьма, всі її брати перетворилися на диких качок і полетіли геть. Білосніжка та Ружечка часто сумувала, і одного разу королева запитала її, чому. Вона відповіла, що всі інші мають братів і сестер, а вона — ні. Тоді королева розповіла їй про її братів.
Дівчина вирушила в дорогу й через три роки знайшла хату, де жили її брати. Виконавши всю хатню роботу, вона заснула в ліжку молодшого брата, де її і знайшли брати. Старший брат хотів убити її як причину їхніх проблем, але молодший брат стверджував, що в усьому винна їхня мати, а сестра виправдовувалася тим, що шукала їх протягом трьох років. Вони сказали їй, що вона може звільнити їх, виткавши полотно з болотяного пуху та зшивши їм усім сорочки, не плачучи, не сміючись і не розмовляючи. Вона взялася за роботу. Її брати щодня відлітали як дикі качки, але щоночі поверталися як люди.
Одного разу король знайшов її і привіз у свій замок, щоб одружитися з нею, незважаючи на заперечення своєї мачухи. Дівчина продовжувала шити, але незабаром у них народився син. Стара королева викрала немовля і кинула його в яму зі зміями. Потім вона вимазала рот дівчини кров'ю, щоб сказати пасинку, що молода королева вбила і з'їла її дитину. Ще двічі у королеви народжувалася діти, і ще двічі стара королева вбивала дитину, поки вона нарешті не переконала короля спалити його дружину на вогнищі. Білосніжка та Ружечка закінчила одяг, а коли її брати прийшли забрати їх, вони знову перетворилися на чоловіків і дозволили їй говорити. Дівчина розповіли правду, і принци показали їм ще живих немовлят у зміїній ямі.
Король запитав свою мачуху, яке відповідне покарання було б за такий злий злочин. Та побажала кару розтерзання дванадцятьма кіньми. Тож її так і стратили.

## Переклади
Казку іноді називають «Дикі лебеді».
Повість також була перекладена французькою як «Les douze canards sauvages».

## Варіанти
Автор Ентоні Р. Монтальба опублікував казку під назвою «Білосніжка та Ружечка», яку приписують данському походженням: героїня називається «Білосніжкою та Ружечкою», а її брати все ще перетворюються на дванадцять качок.
У бірманській казці народу Шан, «ഒരു സ്നേഹനിധിയായ സഹോദരിയുടെ വിശ്വസ്ത ശപഥം» («Вірна клятва люблячої сестри»), друга дружина короля проклинає своїх одинадцятьох прийомних дітей стати дикими качками (селезнями). Їхній молодшій сестрі судилося зняти прокляття, пошивши для них одинадцять сорочок. Російська наука віднесла повість до типу 451.

## Спадщина
«De tolv villender» — назва типу казки АТУ 451 у книзі Орнульфа Годне «Типи норвезької народної казки».